# Mosaikfadenfisch
Der Mosaikfadenfisch (Trichopodus leerii, Syn.: Trichogaster leerii) ist ein in Südostasien weit verbreiteter Labyrinthfisch. Er ist der farbenprächtigste Vertreter der "Östlichen Fadenfische".

## Merkmale
Mit einer Gesamtlänge von bis zu zwölf Zentimeter ist der Mosaikfadenfisch der kleinste unter den fünf Arten "östlicher Fadenfische". Weibchen verfügen über eine silbergraue Kehl- und Bauchregion, eine kurze Rückenflosse sowie über gerundete Rücken- und Afterflossen. Die Schuppen sind silbrig mit einer braunen Umrandung. Von der Bauchlinie zum Rücken hin nimmt die Stärke dieser Umrandung zu, so dass ein Farbverlauf von hell (Bauch) zu dunkel (Rücken) erreicht wird. Dieses wabenähnliche Muster, das einem perlmuttartig glänzenden Mosaik ähnelt, setzt sich in den unpaarigen Flossen fort. Von der Schnauzenspitze bis zum Ansatz der Schwanzflosse verläuft ein unregelmäßiges dunkelbraunes Band. Auch das Männchen verfügt über diese Grundfärbung. Aber die Schuppen können zwischen silbrig und einem hellen Blau reflektieren. Seine Kehle, die zu den namensgebenden Fäden umgestalteten Bauchflossen, der Bauch selbst und der hartstrahlige Teil der Afterflosse sind intensiv rotorange gefärbt. Die Rückenflosse ist länger als beim Weibchen und kann bis an den Anfang der Schwanzflosse reichen. Außerdem wachsen die Weichstrahlen der unpaarigen Flossen fadenartig aus, wodurch die Flossenfläche größer erscheint. Auch in diesen Flossenverlängerungen setzt sich die Musterung fort.
Flossenformel: Dorsale V-VII/8-10, Anale XII-XIV/25-30.

## Ökologie
Da alle Fadenfische in Südostasien relativ wichtige Speisefische sind, wurden sie bereits vor ihrer wissenschaftlichen Entdeckung von Menschen ausgebreitet. Ihre ursprünglichen Vorkommensgebiete sind deshalb nicht mehr feststellbar. Das gilt auch für den Mosaikfadenfisch, der heute auf den großen Sunda-Inseln Borneo und Sumatra sowie im südlichen Teil der malaiischen Halbinsel verbreitet ist. Dort bewohnt er die flachen Zonen stehender und langsam fließender, klares, weiches und leicht saures Wasser führender Gewässer, die entweder durch Ufervegetation beschattet oder dicht verkrautet sind. In Kulturgewässern (Reisfeldern und Bewässerungssystemen) findet man den Mosaikfadenfisch, im Gegensatz zu seinen Schwesterarten, selten. Mosaikfadenfische ernähren sich von Weichtieren, Kleinkrebsen, Insekten und deren Larven.

## Fortpflanzung
Fortpflanzungsfähige Männchen verteidigen ein Brutrevier, in dessen Zentrum sie ein Schaumnest errichten, das ausschließlich aus mit einem im Mund gebildeten Sekret ummantelten Luftblasen besteht. Das Schaumnest reicht nur wenig über die Wasseroberfläche, kann aber, weil das Männchen auch während der Brutpflege daran weiter baut, eine große Fläche (30 cm² und darüber) einnehmen. Mit einem erfolgreich umworbenen laichbereiten Weibchen erfolgen Eiablage und Befruchtung nach einem ritualisierten Verhalten aus Umschlingungen unter dem Schaumnest. Die leichten Eier schweben zur Wasseroberfläche und werden vom Männchen mit dem Maul eingesammelt und an einer Stelle unter dem Nest zusammengeführt. Die Eientwicklung dauert ein bis eineinhalb Tage, dann schlüpfen die mit einem großen Dottervorrat ausgestatteten Larven. Wenn sie nach zwei bis vier Tagen das Nest verlassen, endet die ausschließlich von Männchen betriebene Brutpflege.
Zwei Beobachtungen zum Fortpflanzungsverhalten unterscheiden Mosaikfadenfische von allen anderen Fadenfischen. Jörg Vierke und Robert Donoso-Büchner beschreiben übereinstimmend, dass manche Männchen mit dem Mund Sand aufnehmen und in ihr Schaumnest spucken. Der Sand rieselt zu Boden und bildet unter dem Schaumnest einen kleinen Hügel. Der Diplom-Biologe Dieter Vogt berichtet, dass Mosaikfadenfische in Aquarienfischzüchtereien in Malaysia in völliger Dunkelheit gezüchtet werden. Die Fische laichen in großen Wannen mit niederem Wasserstand, in die Bananenblätter gelegt und die mit dunkler Folie vollständig abgedeckt werden.

## Bedeutung für den Menschen
Lebende und frischtote Mosaikfadenfische gehören in ihrer Heimat zum täglichen Angebot auf den Fischmärkten. Seit der Ersteinfuhr nach Europa (1933 durch den Zuchtbetrieb Härtel, Dresden) sind Mosaikfadenfische beliebte und verbreitete Aquarienfische. Sie werden im Zoofachhandel regelmäßig angeboten. Vermarktet werden ausschließlich Nachzuchten aus Südostasien (Thailand, Malaysia, Singapur). Gelegentlich werden sehr große, besonders farbenprächtige Exemplare gehandelt. Diese Fische sind mit Wachstumshormonen behandelt und nicht fertil.

## Systematik
Der holländische Arzt und Naturforscher Pieter Bleeker beschrieb den Mosaikfadenfisch 1852 als Trichopus leerii von Palembang auf der indonesischen Insel Sumatra. Der Holotypus ist verschollen. Die Schreibweise "leeri", mit nur einem i, ist nicht korrekt, weil aufgrund einer Entscheidung der Nomenklaturkommission ausschließlich die im 19. Jahrhundert in Originalbeschreibungen oft üblichen Endungen von Artnamen auf Doppel-i gültig sind. Der Gattungsname deutet auf die fadenartigen Bauchflossen hin („Thrix“ = „Haar“, „Pous“ = „Fuß bzw. Flosse“). Bleeker benannte die Art zu Ehren des mit ihm befreundeten holländischen Arztes J. M. Leer. Gemeinsam mit dem Mondscheinfadenfisch (Trichopodus microlepis), dem Gepunkteten Fadenfisch (Trichopodus trichopterus) und dem Schaufelfadenfisch (Trichopodus pectoralis), bildet der Mosaikfadenfisch die Gruppe der "Östlichen Fadenfische".